# Red Lions Zomba
Le Red Lions Zomba est un club malawite de football basé à Zomba.

## Palmarès
Néant

## Saisons

### Championnat du Malawi
| Année | Classement |
| ----- | ---------- |
| 1987  | 7e         |
| 1992  | 11e        |
| 1998  | 8e         |
| 1999  | 3e         |
| 2000  | 7e         |
| 2001  | 5e         |
| 2002  | 4e         |
| 2003  | 9e         |
| 2004  | 5e         |
| 2005  | 9e         |
| 2006  | 7e         |
| 2007  | 5e         |
| 2008  | 8e         |
| 2009  |            |

## Joueurs notables
- Davi Banda
- Chiukepo Msowoya